# Madison County, Montana
Madison County är ett administrativt område i delstaten Montana, USA. År 2010 hade countyt 7 691 invånare. Den administrativa huvudorten (county seat) är Virginia City.

## Geografi
Enligt United States Census Bureau så har countyt en total area på 9 331 km². 9 289 km² av den arean är land och 42 km² är vatten. 

### Angränsande countyn
- Beaverhead County, Montana - sydväst, väst
- Silver Bow County, Montana - nordväst
- Jefferson County, Montana - nord
- Gallatin County, Montana - öster
- Fremont County, Idaho - syd